# Line Johansen
Line Johansen (12 de enero de 1970) es una deportista noruega que compitió en lucha libre. Ganó 6 medallas en el Campeonato Mundial de Lucha entre los años 1987 y 1994.

## Palmarés internacional
| Campeonato Mundial | Campeonato Mundial  | Campeonato Mundial | Campeonato Mundial |
| Año                | Lugar               | Medalla            | Categoría          |
| ------------------ | ------------------- | ------------------ | ------------------ |
| 1987               | Lørenskog (Noruega) | Medalla de plata   | 53 kg              |
| 1990               | Luleå (Suecia)      | Medalla de bronce  | 65 kg              |
| 1991               | Tokio (Japón)       | Medalla de bronce  | 61 kg              |
| 1992               | Lyon (Francia)      | Medalla de bronce  | 57 kg              |
| 1993               | Stavern (Noruega)   | Medalla de oro     | 53 kg              |
| 1994               | Sofía (Bulgaria)    | Medalla de oro     | 57 kg              |